# Appeln
Appeln este o comună din landul Saxonia Inferioară, Germania.